# Papuanticlea neutralis
Papuanticlea neutralis là một loài bướm đêm trong họ Geometridae.